# Final a Quatro Taça CERS 2012
A Final a Quatro da Taça CERS de 2012 foi a 32ª edição da Taça CERS organizada pela CERH. Foi disputada a 12 de Maio e 13 de Maio de 2012, no PalaBassano em Bassano del Grappa , Itália. 
Após a qualificação os quatro clubes finais que participaram na Final a Quatro são: Bassano, Vilanova, HC Braga e PAS Alcoy.

## Jogos
| 12 Maio       | HC Braga                                                       | 5-4          | PAS Alcoy                         | PalaBassano                                      |
| 18:00 (+0GMT) | Henrique Magalhães, Hélder Nunes(3), Hélder Teixeira "Fellini" | Golo de Ouro | Matias Baieli (3), Lucas Martinez | Árbitro: Gianni Fermi (ITA), Ulien Nicolle (FRA) |

| 12 Maio       | Bassano                                | 3-2          | Vilanova         | PalaBassano                                       |
| 20:00 (+0GMT) | Federico Ambrosini, Miguel Nicolas (2) | Golo de Ouro | Francesc Gil (2) | Árbitro: Xavier Jacquart(FRA), Luis Peixoto (POR) |

## Final
| 13 Maio       | HC Braga         | 2-2 (3-5)           | Bassano                            | PalaBassano                              |
| 16:00 (+0GMT) | Hélder Nunes (2) | Grandes Penalidades | Miguel Nicolas, Federico Ambrosini | Árbitro: Xavier Jacquart, Julien Nicolle |

| Bassano Hockey 54 (1) |
|                       |

## Ligações Externas
- CERH website
- Sítio do Bassano 54

### Internacional
- Ligações para todos os sítios de hóquei
- Mundook- Sítio com notícias de todo o mundo do hóquei
- Hoqueipatins.com - Sítio com todos os resultados de Hóquei em Patins